# Bujar Pllana
Bujar Pllana (ur. 29 października 2001 w Mitrowicy) – kosowski piłkarz grający na pozycji obrońcy w klubie Lechia Gdańsk.

## Kariera juniorska
Pllana grał jako junior w Australii Mitrovica.

## Kariera seniorska

### KF Trepça'89 Mitrowica
Pllana grał w KF Trepça'89 Mitrowica w sezonie 2019/2020.

### FC Feronikeli 74
Pllana przeszedł do FC Feronikeli 74 8 września 2020. Debiut dla nich zaliczył 4 października 2020 w meczu z KF Drita Gnjilane (1:2). Ostatecznie w ich barwach wystąpił 36 razy i nie zdobył żadnej bramki.

### FC Prishtina
Pllana przeniósł się do FC Prishtina 19 stycznia 2022. Zadebiutował u nich 6 lutego 2022 w meczu Pucharu Kosowa z KF Drenica Srbica (2:1 p.d.). Pierwszą bramkę zdobył 5 marca 2023 w zremisowanym 2:2 spotkaniu przeciwko KF Ballkani Suva Reka. Łącznie rozegrał dla nich 47 meczów i strzelił 5 goli.

### NK Slaven Belupo
Pllana trafił do NK Slaven Belupo 19 lipca 2023. Debiut dla nich zaliczył 4 grudnia 2023 w przegranym 0:2 spotkaniu przeciwko Dinamo Zagrzeb. Pierwszego gola strzelił 2 marca 2024 w meczu z NK Lokomotiva Zagrzeb (2:3). Ostatecznie w ich barwach wystąpił 18 razy i zdobył jedną bramkę.

### Lechia Gdańsk
Pllana przeszedł do Lechii Gdańsk 9 sierpnia 2024. Zadebiutował u nich 16 sierpnia 2024 w meczu z Puszczą Niepołomice (1:4). Pierwszą bramkę zdobył 3 listopada 2024 w przegranym 1:2 spotkaniu przeciwko Cracovii.

## Kariera reprezentacyjna

### Młodzieżowe reprezentacje Kosowa
Pllana w 2019 zaliczył cztery występy w reprezentacji Kosowa U-19 (bez goli), a w 2021 trzykrotnie zagrał w kadrze Kosowa U-21 (bez goli).

## Statystyki

### Klubowe
(aktualne na dzień 16 marca 2025)
| Klub               | Sezon              | Liga                | Liga  | Liga   | Puchar kraju | Puchar kraju | Suma  | Suma   |
| Klub               | Sezon              | Liga                | Mecze | Bramki | Mecze        | Bramki       | Mecze | Bramki |
| ------------------ | ------------------ | ------------------- | ----- | ------ | ------------ | ------------ | ----- | ------ |
| FC Feronikeli 74   | 2020/21            | Superliga e Kosovës | 19    | 0      | 1            | 0            | 20    | 0      |
| FC Feronikeli 74   | 2021/22            | Superliga e Kosovës | 16    | 0      | 0            | 0            | 16    | 0      |
| FC Feronikeli 74   | Ogólnie            | Ogólnie             | 35    | 0      | 1            | 0            | 36    | 0      |
| FC Prishtina       | 2021/22            | Superliga e Kosovës | 14    | 0      | 3            | 0            | 17    | 0      |
| FC Prishtina       | 2022/23            | Superliga e Kosovës | 26    | 4      | 4            | 1            | 30    | 5      |
| FC Prishtina       | Ogólnie            | Ogólnie             | 40    | 4      | 7            | 1            | 47    | 5      |
| NK Slaven Belupo   | 2023/24            | SuperSport HNL      | 17    | 1      | 0            | 0            | 17    | 1      |
| NK Slaven Belupo   | 2024/25            | SuperSport HNL      | 1     | 0      | 0            | 0            | 1     | 0      |
| NK Slaven Belupo   | Ogólnie            | Ogólnie             | 18    | 1      | 0            | 0            | 18    | 1      |
| Lechia Gdańsk      | 2024/25            | Ekstraklasa         | 20    | 1      | 1            | 0            | 21    | 1      |
| Lechia Gdańsk      | Ogólnie            | Ogólnie             | 20    | 1      | 1            | 0            | 21    | 1      |
| Ogólnie w karierze | Ogólnie w karierze | Ogólnie w karierze  | 113   | 6      | 9            | 1            | 122   | 7      |

### Reprezentacyjne
(aktualne na dzień 16 marca 2025)
| Reprezentacja      | Rok                | Mecze | Bramki |
| ------------------ | ------------------ | ----- | ------ |
| Kosowo U-19        | 2019               | 4     | 0      |
| Ogólnie            | Ogólnie            | 4     | 0      |
| Kosowo U-21        | 2021               | 3     | 0      |
| Ogólnie            | Ogólnie            | 3     | 0      |
| Ogólnie w karierze | Ogólnie w karierze | 7     | 0      |

## Sukcesy
Sukcesy w karierze klubowej:

### FC Prishtina
- Puchar Kosowa (1×): 2022/2023